# Erotylus

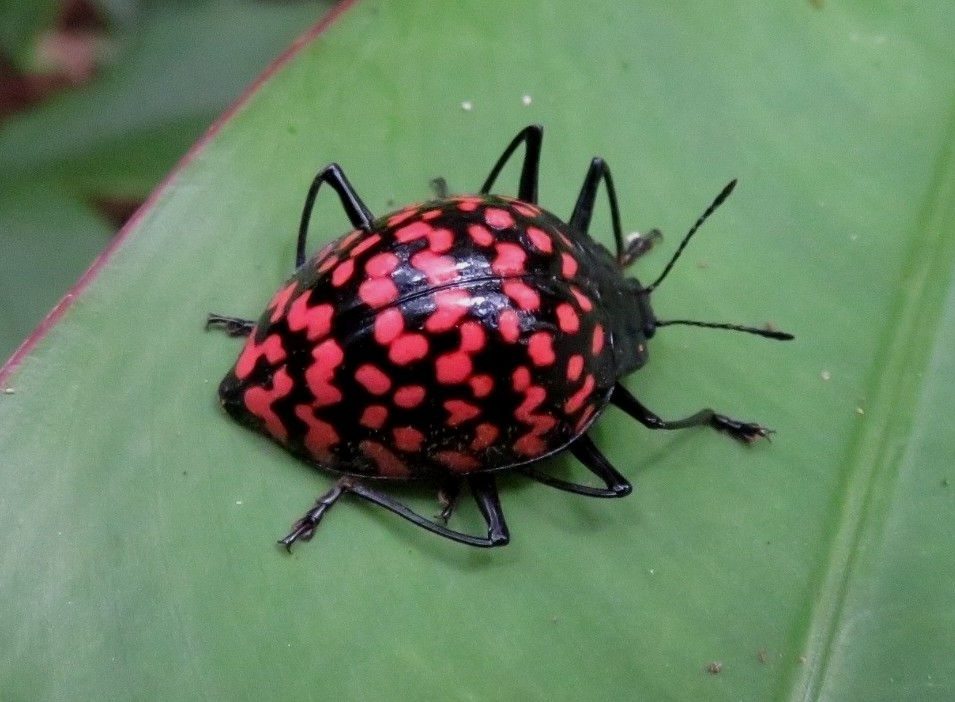
Fotografia de Erotylus giganteus em Caiena, Guiana Francesa, a primeira espécie do gênero Erotylus a ser descrita, por Carl von Linnaeus, em 1758, com o nome Coccinella gigantea.

Erotylus é um gênero de insetos da ordem Coleoptera e da família Erotylidae, subfamília Erotylinae, classificado em latim por Johan Christian Fabricius, em 1775, na página 123 da obra Systema entomologiae : sistens insectorvm classes, ordines, genera, species, adiectis synonymis, locis, descriptionibvs, observationibvs; contendo diversas espécies de besouros neotropicais cujos integrantes são conhecidos por besouros-dos-fungos porque se alimentam de fungos; tanto as larvas quanto adultos encontrados sobre os seus corpos de frutificação em troncos e galhos decompostos; estes últimos dotados de formato ovalado e com belos padrões de desenhos e cores sobre o tegumento, às vezes totalmente negros, como Erotylus spectrum Thomson, 1856, os seus élitros se elevando em uma corcunda e suas cabeças apresentando os últimos artículos de suas antenas, em suas extremidades, mais largos que os anteriores; algumas espécies podendo ultrapassar os vinte milímetros de comprimento.

## Espécies
A seguir uma lista de diversos taxa registrados sob o nome Erotylus, não havendo certeza sobre sinonímia em seus epítetos específicos; com asterisco (*) estão as espécies registradas para o Brasil (fonteː SiBBr - Sistema de Informação sobre a Biodiversidade Brasileira).
- Erotylus aegrotus Lacordaire, 1842*
- Erotylus amethystinus Fabricius, 1775
- Erotylus apiatoides Mader, 1942*
- Erotylus aulicus Lacordaire, 1842
- Erotylus boylei Alvarenga, 1971*
- Erotylus buqueti (Lacordaire, 1842)*
- Erotylus cassidoides Crotch, 1876*
- Erotylus chevrolati Lacordaire, 1842*
- Erotylus cingulatus Crotch, 1876*
- Erotylus clarosignatus Kuhnt, 1908*
- Erotylus crotchi Deelder, 1942
- Erotylus crucifer Kuhnt, 1908*
- Erotylus cupreus Fabricius, 1775
- Erotylus decipiens Crotch, 1876
- Erotylus dilaceratus Kirsch, 1876
- Erotylus egregius Guérin-Méneville, 1946*
- Erotylus elegans Kuhnt, 1908*
- Erotylus elegantulus Guérin-Méneville, 1946*
- Erotylus flavopunctatus Kuhnt, 1908
- Erotylus flavotaeniatus Kuhnt, 1908*
- Erotylus fulvofasciatus Kuhnt, 1908*
- Erotylus gemmatus Fabricius, 1775
- Erotylus giganteus (Linnaeus, 1758)*
- Erotylus histrio Fabricius, 1787*
- Erotylus histrionicus Duponchel, 1825*
- Erotylus imitans Kirsch, 1876*
- Erotylus incertus Lacordaire, 1842
- Erotylus incomparabilis Perty, 1832*
- Erotylus isequeboensis (Voet, 1778)*
- Erotylus jucundus Mader, 1942
- Erotylus kuhnti Deelder, 1942
- Erotylus laetus Deelder, 1942*
- Erotylus latreillei*
- Erotylus lesueuri Chevrolat, 1835
- Erotylus loratus Erichson, 1847
- Erotylus luteotaeniatus Kuhnt, 1908*
- Erotylus margineguttatus Crotch, 1876*
- Erotylus melanostictus Crotch, 1876*
- Erotylus mirabilis Kuhnt, 1908*
- Erotylus morio Fabricius, 1775
- Erotylus mutatus Mader, 1942*
- Erotylus nautae Crotch, 1876
- Erotylus neglectus Mader, 1942
- Erotylus nemo Guérin-Méneville, 1956*
- Erotylus nigrocinctus Kuhnt, 1908*
- Erotylus oblitus Guérin-Méneville, 1956*
- Erotylus ochraceus Guérin-Méneville, 1946*
- Erotylus olivieri (Lacordaire, 1842)*
- Erotylus onagga Lacordaire, 1842
- Erotylus papulosus Lacordaire, 1842
- Erotylus paraensis Alvarenga, 1976*
- Erotylus parcepunctatus Crotch, 1876
- Erotylus parvus Kuhnt, 1908
- Erotylus peregrinus Mader, 1942
- Erotylus permutatus Kuhnt, 1908*
- Erotylus peruvianus Crotch, 1876*
- Erotylus pretiosus Perty, 1832*
- Erotylus propinquus Kuhnt, 1908*
- Erotylus pseudomelanostictus Guérin-Méneville, 1946*
- Erotylus punctatissimus Fabricius, 1775
- Erotylus quadricruentatus Alvarenga, 1976*
- Erotylus quadripustulatus Fabricius, 1801
- Erotylus reichei Guérin-Méneville, 1841*
- Erotylus rudepunctatus Crotch, 1876*
- Erotylus sanguinans Kuhnt, 1908*
- Erotylus scaphidomorphoides Crotch, 1876*
- Erotylus scenicus Erichson, 1847
- Erotylus schenklingi Kuhnt, 1908*
- Erotylus singularis Kirsch, 1876
- Erotylus smaragdulus Fabricius, 1775
- Erotylus spectrum Thomson, 1856*
- Erotylus staudingeri Mader, 1935
- Erotylus subreticulatus Guérin-Méneville, 1841*
- Erotylus superbus Guérin, 1956
- Erotylus taeniatus Latreille, 1813
- Erotylus terminalis Kuhnt, 1908*
- Erotylus testaceus Fabricius, 1775
- Erotylus theodori Crotch, 1876*
- Erotylus tibialis Duponchel, 1825
- Erotylus trichromaticus Alvarenga, 1976
- Erotylus tripartitus Kuhnt, 1908*
- Erotylus undatus Olivier, 1792
- Erotylus ustulatus Erichson, 1847
- Erotylus varians Crotch, 1876*
- Erotylus variegatus Fabricius, 1781
- Erotylus variomaculatus Kuhnt, 1908*
- Erotylus voeti Lacordaire, 1842
- Erotylus zebra Fabricius, 1787
- Erotylus ziczac Taschenberg, 1870[1][2][4][11][12]

## Etimologia
A etimologia deste gênero provém de erōtylos, do grego ἐρωτύλος, significando "amoroso", "interesse amoroso", "amante", "querido", "namorado" ou "uma pedra preciosa desconhecida".